# Киевский район (Симферополь)

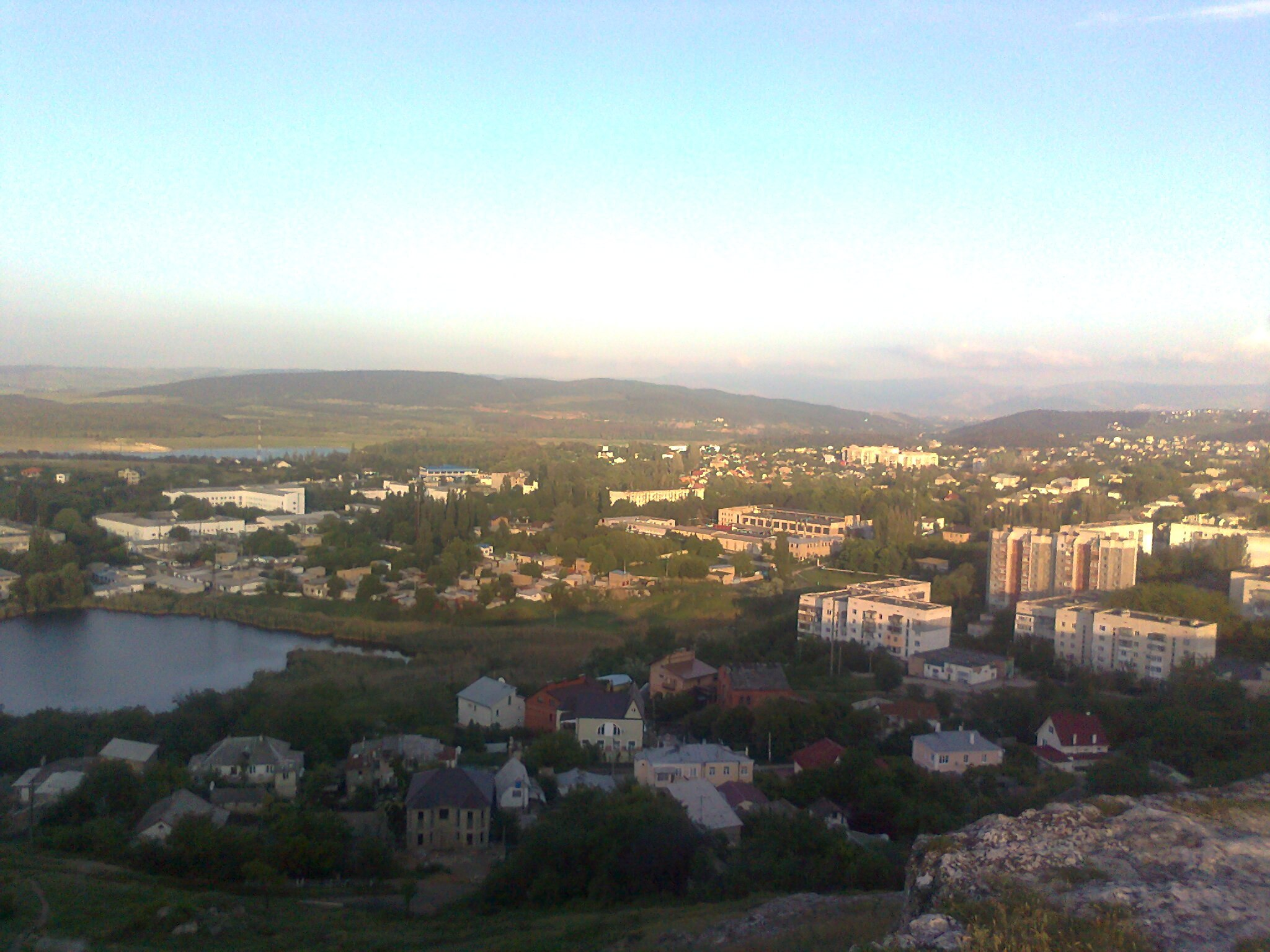
Микрорайон Марьино

Киевский район (укр. Київський район) — один из трёх районов города Симферополя. 
В район входят правобережная часть Симферополя, часть левобережья до пересечения с улицей Киевской (Петровская балка, микрорайоны Университет, Свобода, Битак, Загороднее, Каменка, Хошкельды, Каменский массив, Красная горка Марьино и Кирпичное). До 2015 года упразднённому Киевскому райсовету был подчинён 1 обособленный населённый пункт — пгт Аграрное.
На территории района находятся Ботанический сад КФУ, бывший Студенческий парк (территория вокруг разрушенного кинотеатра «Мир», Парк имени Юрия Гагарина, Республиканская клиническая больница имени Семашко, Центральная больница Симферопольского района, Крымский республиканский клинический онкологический диспансер, более 20 школ, Крымский федеральный университет им. В. И. Вернадского, Крымский агротехнологический университет, Национальная академия природоохранного и курортного строительства, Крымский университет культуры, искусств и туризма и другие учреждения.

## Население
| 1939     | 1970     | 1979     | 1989     | 2001     | 2014     | 2015     |
| -------- | -------- | -------- | -------- | -------- | -------- | -------- |
| 55 382   | ↗105 004 | ↗124 531 | ↗154 490 | ↘151 930 | ↗154 595 | ↗154 808 |
| 2016     | 2017     | 2018     |          |          |          |          |
| ↗156 549 | ↗159 794 | ↗161 005 |          |          |          |          |

Киевский район — самый большой по численности населения в Симферополе: в нём проживает около 48 % населения города. 

## История
До 1965 года район назывался Новогородским (Городским).
Существовавший ранее Киевский районный совет был расформирован в 2015 году.